# Powierzchnia właściwa
Powierzchnia właściwa (ang. specific surface area) – parametr skalarny wyrażający wielkość powierzchni substancji (ciała stałego) przypadającej na jego ilość. W zależności od tego jak rozumie się termin ilość substancji spotkać można rozmaite definicje powierzchni właściwej.

## Definicje
Najczęściej powierzchnię właściwą {\displaystyle \sigma _{m}} definiuje się jako wielkość powierzchni zewnętrznej substancji stałej {\displaystyle S} przypadającej na masę tej substancji {\displaystyle m{:}}
{\displaystyle \sigma _{m}\;{\stackrel {\mathrm {df} }{=}}\;{\frac {S}{m}}.}
Tak zdefiniowana powierzchnia właściwa wyrażana jest w m²/kg lub m²/g.
Alternatywnie, powierzchnię właściwą {\displaystyle \sigma _{\mu }} definiuje się jako wielkość powierzchni zewnętrznej substancji stałej {\displaystyle S} przypadającej na ilość materii tej substancji wyrażonej w molach {\displaystyle \mu {:}}
{\displaystyle \sigma _{\mu }\;{\stackrel {\mathrm {df} }{=}}\;{\frac {S}{\mu }}.}
Tak zdefiniowana powierzchnia właściwa wyrażana jest w m²/mol.
W hydrodynamice podziemnej powierzchnię właściwą {\displaystyle \sigma _{v}} ośrodka porowatego definiuje się jako wielkość powierzchni szkieletu ośrodka porowatego {\displaystyle S} przypadającej na całkowitą objętość tego ośrodka {\displaystyle V{:}}
{\displaystyle \sigma _{v}\;{\stackrel {\mathrm {df} }{=}}\;{\frac {S}{V}}.}
Tak zdefiniowana powierzchnia właściwa wyrażana jest w m²/m³ lub po prostu w odwrotnościach metra.
Alternatywnie, w hydrodynamice podziemnej powierzchnię właściwą {\displaystyle \sigma _{s}} ośrodka porowatego definiuje się jako wielkość powierzchni szkieletu ośrodka porowatego {\displaystyle S} przypadającej na objętość tego szkieletu {\displaystyle V_{s}{:}}
{\displaystyle \sigma _{s}\;{\stackrel {\mathrm {df} }{=}}\;{\frac {S}{V_{s}}}.}
Tak zdefiniowana powierzchnia właściwa wyrażana jest również w m²/m³ lub po prostu w odwrotnościach metra.
W gleboznawstwie powierzchnia właściwa gleby {\displaystyle S_{c}} jest to sumaryczna powierzchnia cząstek mineralnych i organicznych przypadająca na jednostkę masy. Wyraża się ją w metrach kwadratowych na gram [m²/g] lub [m²/g] .
W gruntoznawstwie (i mineralogii, szczególnie w odniesieniu do minerałów ilastych) i budownictwie przyjmuje się zgodnie z normą PN-B-04481:1988, że całkowita powierzchnia właściwa gruntu równa jest sumie rzutów powierzchni poszczególnych cząsteczek błękitu metylenowego, zaadsorbowanych przez grunt (w stanie wysycenia) w postaci warstwy jednocząsteczkowej w odniesieniu do 1 grama wysuszonego gruntu o wymiarze ziaren <2 mm.

## Własności i zastosowania
W fizykochemii zjawisk powierzchniowych powierzchnia właściwa jest jedną z podstawowych miar właściwości adsorpcyjnych, szczególnie w odniesieniu do adsorbentów.
Ze względu na molekularną budowę materii oraz fraktalną naturę większości rzeczywistych ciał czy substancji stałych, nie jest to wielkość w pełni jednoznaczna – miara wielkości powierzchni zależy od sposobu jej pomiaru – najczęściej pomiaru polegającego na analizie izoterm adsorpcji. W przypadku rzeczywistych powierzchni ciał stałych i często skomplikowanej morfologii ich powierzchni (ściany krystaliczne, obszary amorficzne, krawędzie, pory: nano-, mikro-, mezo- i makropory, powierzchniowe grupy funkcyjne itp.), zasadniczą rolę będzie odgrywał wybór cząsteczki za pomocą której ten pomiar zostanie dokonany. Dla wybranej cząsteczki, która pełni funkcję „kwantu powierzchni właściwej”, kluczowym parametrem jest jej tzw. powierzchnia siadania.
Dostępna pomiarowi powierzchni będzie maleć wraz ze wzrostem rozmiaru poprzecznego cząsteczek (brak możliwości wejścia cząsteczek do zbyt małych porów – efekt sitowy) czy też niedopasowania rozmiaru większych cząsteczek do porów (w porze zmieściłoby się 1,5 cząsteczki, ale jest to niemożliwe ...). Większe cząsteczki również oznaczają pominięcie powierzchni płytkich, ale niewielkich nierówności powierzchni.
Część powierzchni może być w pomiarze pomijana, ze względu na praktyczny brak adsorpcji wynikający ze specyfiki oddziaływań powierzchnia-adsorbat, np. słaba adsorpcja związków polarnych na niepolarnych adsorbentach (i odwrotnie).
W hydrodynamice podziemnej zajmującej się przepływami płynów w ośrodkach porowatych i szczelinowych również jest wykorzystywane pojęcie powierzchni właściwej. Używa się tu jednak definicji odmiennej niż w fizykochemii zjawisk powierzchniowych. Powierzchnia właściwa występuje np. w formule Kozeny-Carmana wyrażającej związek przepuszczalności ośrodka porowatego z jego porowatością.
W gleboznawstwie i naukach pokrewnych przyjmuje się, że całkowita powierzchnia właściwa gleby składa się z:
- zewnętrznej powierzchni właściwej stanowiącej powierzchnie cząstek wyliczoną z uziarnienia gleby;
- wewnętrznej powierzchni właściwej obejmującej powierzchnie przestworów w obrębie cząstek glebowych, których średnica jest większa niż średnica absorbowanych cząstek. W jej obrębie wyróżnia się międzypakietową powierzchnie właściwą występującą w pęczniejących minerałach ilastych, głównie z grupy smektytu lub wermikulitu.

Powierzchnia właściwa zależy od uziarnienia (wielkości cząstek) oraz ilości i jakości mineralnych (głównie minerałów ilastych) i organicznych (głównie próchnicy) cząstek koloidalnych (koloidów glebowych).
Od całkowitej powierzchni właściwej ściśle zależy pojemność sorpcyjna gleby oraz zawartość wody niedostępnej dla roślin.
Przybliżona całkowita powierzchnia właściwa w glebach o różnym uziarnieniu:
- utwory piaszczyste – 7–15 m²/g,
- utwory gliniaste – 14–24 m²/g,
- utwory pyłowe – 13–26 m²/g,
- utwory iłowe – 30–70 m²/g[1] .

## Pomiary powierzchni właściwej
Najczęstszym sposobem pomiaru powierzchni jest – uznana za tzw. metodę standardową – analiza izoterm adsorpcji par azotu (pomiar w temperaturze 77–78 K, powierzchnia siadania cząsteczki azotu σ = 0,162 nm²) za pomocą liniowej formy równania izotermy BET (tzw. metoda BET). Czasami, przy pewnych założeniach i głównie dla celów porównawczych w przemyśle, na podstawie adsorpcji dla jednej wartości ciśnienia (najczęściej p/ps = 0,2) stosuje się tzw. jednopunktową metodę BET.
W niektórych przypadkach – np. dla izoterm, których dane nie są liniowe we współrzędnych równania BET (np. dla adsorbentów mikroporowatych) – stosuje się zamiast tego liniową formę izotermy Langmuira (tzw. metoda Langmuira) lub izotermy Dubinina-Raduszkiewicza.
Inne metody stosowane do pomiaru powierzchni właściwej adsorbentów to m.in. metoda t-plot oraz metoda alfa-s (metoda αs) – metody te służą przede wszystkim do analizy izoterm adsorpcji na porowatych ciałach stałych (zob. też metoda BJH).
Należy podkreślić, że opisane metody wyznaczania powierzchni są metodami o walorach głównie porównawczych i nie mają charakteru pomiaru bezwzględnego (zmierzona powierzchnia nie jest powierzchnią geometryczną a jest jedynie jej przybliżeniem). Do tej pory wyznaczanie powierzchni właściwej adsorbentów stanowi otwarty problem teorii i praktyki adsorpcji.
W gleboznawstwie całkowitą powierzchnie właściwą gleby oznacza się zazwyczaj metodami grawimetrycznymi, gdzie para wodna lub gliceryna służą za absorbaty. W tzw. metodzie glicerynowej próbki gleby wysuszone w 105 °C, po zważeniu, nasyca się w suszarce w temperaturze 130 °C parami gliceryny. Z wagi próbki nasyconej gliceryną po ostudzeniu w eksykatorze przy pomocy wzoru wylicza się powierzchnie właściwą.
Opracowano empirycznie wzory do obliczania przybliżonej wartości powierzchni właściwej gleby:
- dla gleb o zawartości próchnicy 1–2%: Sc=1,2·x+4,14,
- dla gleb o zawartości próchnicy >2%: Sc=1,88·x+6,54.

gdzie:
Sc – całkowita powierzchnia właściwa,
x – zawartość frakcji koloidalnej (iłu).
W gruntoznawstwie oblicza się całkowitą powierzchnię właściwą poprzez wyznaczenie z pojemności sorpcyjnej (MBC) przy użyciu błękitu metylenowego lub alternatywnie pary wodnej lub nad nasyconym roztworem azotanu magnezu [Mg(NO3)2·6H2O].